# ANT1
Antenna, principalmente conosciuta come ANT1, è una rete televisiva le cui trasmissioni sono visibili in Grecia e Cipro. La pronuncia alternativa del nome è un gioco di parole in lingua greca: "ena" (ένα) in greco vuol dire "1", quindi "ANT1" si pronuncia alla stesso modo di "Antenna" (Αντέννα).
Le trasmissioni di ANT1 sono iniziate il 31 dicembre 1989, nello stesso anno della rivale Mega Channel, ed è di proprietà del gruppo ANT1 Group. ANT1 è stato uno dei canali televisivi più popolari in Grecia per molti anni, grazie anche a popolari serie televisive come Lampsi e Kalimera Zoi. Tuttavia in periodi più recenti Mega Channel è diventato il canale greco più seguito, superando ANT1, che comunque mantiene un buon seguito.
Inoltre il gruppo ANT1 possiede una tv serba, Prva.